# Премия Леонса и Лены
Премия Леонса и Лены (нем. Leonce-und-Lena-Preis) — одна из самых престижных наград для молодых немецкоязычных поэтов. Учреждённая в 1968 году Дармштадтским писателем Вольфгангом Вейраухом и названа по именам главных героев комедии Георга Бюхнера «Леонс и Лена» (1839). С 1979 года финансируется городом Дармштадтом. Лауреаты главной премии получают денежную премию в размере 8 тыс. евро (по состоянию на 2020 год). Премия Леонса и Лены присуждается каждые два года на конкурсе «Литературный Март» (нем. Literarischer März), где жюри также присуждает поощрительные премии Вольфганга Вейрауха. В 80-е годы каждый раз в конкурсе участвовало до 1000 поэтов. После введения в 2005 году конкурсного взноса число претендентов значительно уменьшилось, но в 2009 году сбор отменен.

## Лауреаты
- 1968[5] Вольф Вондрачек
- 1969 Катрин фон Хуттен
- 1972 Ханне Ф. Юриц
- 1973 Гарри Оберлендер
- 1975 Рита Брейт
- 1977 Фридерика Рот и Анно Ф. Левен
- 1979 Людвиг Фельс, Рольф Хауфс и Райнер Малковски
- 1981 Улла Хан, кроме того Тины Строхекер (спонсорская награда)
- 1983 награда не вручалась
- 1985 Ганс-Ульрих Трейхель
- 1987 Ян Конеффке, кроме того Рихард Вагнер (специальный приз «Политическая поэма»)
- 1989 Курт Драверт
- 1991 Керстин Хенсель
- 1993 Катрин Шмидт
- 1995 Рауль Шротт
- 1997 Дитер М. Граф
- 1999 Рафаэль Урвейдер
- 2001 Силке Шойерманн, Сабина Шо
- 2003 Аня Утлер
- 2005 Рон Винклер
- 2007 Кристиан Шлойер
- 2009 Ульрике Альмут Сандиг
- 2011 Штеффен Попп
- 2013 Катарина Шультенс
- 2015 Дэвид Краузе
- 2017 Андра Шварц
- 2019 Евгений Брейгер[вд]